# Rovolon
Rovolon är en ort och kommun i provinsen Padova i regionen Veneto i Italien. Kommunen hade 4 953 invånare (2018).